# 黒木華
黒木 華（くろき はる、1990年〈平成2年〉3月14日 - ）は、日本の女優。本名、同じ。
大阪府高槻市出身。京都造形芸術大学芸術学部映画学科俳優コース卒業。パパドゥ所属（2024年3月まで）。現在はフリーランス。

## 略歴
幼いころより母に連れられて映画や芝居を見て育ち、兄弟やいとこと一緒に地域の児童劇団に参加し演技を褒められたことをきっかけに演技が好きになる。全国大会で優勝実績もある演劇の名門・追手門学院高等学校に進学して演劇部に所属し、「演劇部のエース」として1年時から3年間主役を務めていた。女優を志して卒業後は映画制作や演劇を学べる大学への進学を希望し、自宅から通える京都造形芸術大学芸術学部映画学科俳優コースに進学、林海象、東陽一らに師事して演技を学ぶ。
学内製作の作品にキャスティングの声がなかなか掛からなかったことから、大学在学中の2009年12月に「野田秀樹演劇ワークショップ in 大阪」に参加。翌2010年にはオーディションに合格して6月のNODA・MAP公演『ザ・キャラクター』にアンサンブルとして初舞台に立ってデビューし、さらに同年9月のNODA・MAP番外公演『表に出ろいっ!』で1,155人が応募した娘役オーディションを経て野田秀樹、中村勘三郎との3人芝居でヒロインの娘役として舞台に立った。翌2011年にはNODA・MAP公演『南へ』、阿佐ヶ谷スパイダース公演『荒野に立つ』、蜷川幸雄演出『あゝ、荒野』などの舞台作品に出演し、演劇界の期待の新人として注目を浴びる。
2011年には映像作品に進出し、『東京オアシス』にメインキャストとして映画に初出演、2012年には『おおかみこどもの雨と雪』で声優にも初挑戦。2012年度後期のNHK連続テレビ小説『純と愛』に夏菜演じるヒロインの同期社員役で出演してテレビドラマ初出演を果たし、「表向きは柔和だが実は陰険」という腹黒いキャラクターを演じてその高い演技力が評判となり、知名度を高める。翌2013年には連続テレビ小説『純と愛』、『リーガル・ハイ』第2シリーズなどのテレビドラマでレギュラー出演し、映画でも初主演した『シャニダールの花』や『舟を編む』での演技が評価され、キネマ旬報ベスト・テンや日本アカデミー賞、ブルーリボン賞など日本の主要映画賞で計7つの新人賞を受賞した。
2014年にはオーディションを経て『小さいおうち』で山田洋次監督作品に初出演し、同作での演技により第64回ベルリン国際映画祭最優秀女優賞（銀熊賞）を受賞。日本の女優では左幸子、田中絹代、寺島しのぶに次いで史上4人目であり、23歳での受賞は日本人最年少となる。映画祭の総評では「（黒木の）演技力は群を抜いていた。」と評された。銀熊賞受賞に際しては、内閣官房長官の菅義偉（当時）も祝意を示した。同作では第38回日本アカデミー賞・最優秀助演女優賞も受賞。また、その年最も活躍し将来の活躍が期待できる俳優に贈られるエランドール賞新人賞も受賞した。
2015年2月28日公開の『幕が上がる』（監督:本広克行）では黒木が高校・大学と演劇に没頭し、舞台役者としてプロのキャリアをスタートしたことから演劇部の顧問役としてキャスティングされた。作品中では弱小演劇部の運命を一転させる重要な役回りを演じており、映画評論家の清水節らがその存在感を高く評価している。同年4月期のTBSテレビ60周年特別企画『天皇の料理番』での好演が話題を呼び東京ドラマアウォード2015にて主演女優賞を受賞、同年12月12日公開の『母と暮せば』で第39回日本アカデミー賞・最優秀助演女優賞を受賞して前年に続いての「連覇」となった。2年連続の最優秀助演女優賞受賞は、第32, 33回に連続受賞した余貴美子以来6年ぶり、史上2人目の快挙である。
2016年3月公開の『リップヴァンウィンクルの花嫁』で映画単独初主演を務め、同年4月期の『重版出来!』で連続ドラマに初主演。同年秋には第29回東京国際映画祭のフェスティバル・ミューズを務める。
2024年3月29日、同月末をもって所属事務所パパドゥを退社することを発表。退社後はフリーランスとなる。

## 人物・エピソード
- 名前は「華」と書いて「はる」と読み、「春（はる）のように華やかに生きてほしい」との思いを込めて名付けられた[37]。
- 人物像として、派手さのない「どちらかと言えば“地味”な顔立ち」や「温かみや素朴さを感じる“和風美人”のたたずまい」、「芯が強く意志を貫くまっすぐさ」「人間としての器量の大きさ」を感じさせるような品位から、しばしば「昭和的」「純日本的」なイメージであると評される[38][39][40][41]。映画『リップヴァンウィンクルの花嫁』の監督を務めた岩井俊二は民族的な風貌の役者が台頭するハリウッドの傾向を引き合いに、黒木はむしろ「最も現代的」であり「平成の最先端女優」であると評している[42][43]。岩井はCMの演出を手掛けた際に黒木を評して「文学的な香りがする女優」とも語っている[44]。
- 大阪出身で、かなりのお笑い好き。第23回東京スポーツ映画大賞の授賞式では千鳥やテンダラーのファンだと明している[3]。NHK『あさイチ』にゲスト出演した際にはバナナマンの大ファンであると明かし、いつもは物静かでキャピキャピではない黒木が「バナナマンの前では『キャーっ』となる」とマネージャーも語っている[45]。気になる若手芸人としては金属バットを挙げている[46]。『ハライチのターン!』（TBSラジオ）や向井慧（パンサー）のラジオを好んで聴いており、radikoプレミアム会員でもある[47]。
- 小学6年生の時に『探偵!ナイトスクープ』に依頼者として出演したことがある。依頼した内容は「母親が友人に『娘は運動神経がない』とメールを送ったのに腹が立つ。足を高く上げる特技で母を驚かせたい」というものだった[3]。

## 出演

### 映画
- MADE IN JAPAN 〜こらッ!〜（2011年10月1日、北白川派 / マジックアワー / 京都造形芸術大学映画学科）[48]
- 東京オアシス（2011年10月22日、スールキートス） - ヤスコ 役
- BUNGO〜ささやかな欲望〜 告白する紳士たち 「握った手」（2012年9月29日、角川映画） - 綾子 役
- 草原の椅子（2013年2月23日、東映） - 遠間弥生 役
- 舟を編む（2013年4月13日、松竹 / アスミック・エース） - 岸辺みどり 役
- シャニダールの花（2013年7月20日、ファントム・フィルム） - 主演・美月響子 役[注 4][49]
- くじけないで（2013年11月16日、松竹） - 柴田静子（青年期） 役
- 小さいおうち（2014年1月25日、松竹） - 布宮タキ 役
- 銀の匙 Silver Spoon（2014年3月7日、東宝） - 南九条あやめ 役[50]
- 繕い裁つ人（2015年1月31日、ギャガ） - 葉子 役
- 幕が上がる（2015年2月28日、ティ・ジョイ） - 吉岡美佐子 役[51]
- ソロモンの偽証（松竹） - 森内恵美子 役[52]
  - 前篇・事件（2015年3月7日）
  - 後篇・裁判（2015年4月11日）
- 母と暮せば（2015年12月12日、松竹） - 佐多町子 役[53]
- リップヴァンウィンクルの花嫁（2016年3月26日[注 5]、東映） - 主演・皆川七海 役[34][55]
- エミアビのはじまりとはじまり（2016年9月3日、ビターズ・エンド） - 夏海 役[56]
- 永い言い訳（2016年10月16日、アスミック・エース） - 福永智尋 役[57]
- 海賊と呼ばれた男（2016年12月10日、東宝） - 小川初美 役
- ちょっと今から仕事やめてくる（2017年5月27日、東宝） - 五十嵐美紀 役[58]
- 海辺のリア（2017年6月3日、東京テアトル） - 伸子 役[59]
- 散り椿（2018年9月28日、東宝） - 坂下里美 役[60]
- 日日是好日（2018年10月13日、東京テアトル / ヨアケ） - 主演・典子 役[61]
- 億男（2018年10月19日、東宝） - 大倉万佐子 役[62]
- ビブリア古書堂の事件手帖（2018年11月1日、20世紀フォックス映画 / KADOKAWA） - 主演・篠川栞子 役[注 6][63]
- 来る（2018年12月7日、東宝） - 田原香奈 役[64]
- どちらを（2019年4月6日、東京藝術大学 佐藤雅彦研究室 カンヌ短編プロジェクト） - 主演・二宮多恵 役[65]
- 甘いお酒でうがい（2020年9月25日[66]、吉本興業） - 若林ちゃん 役[67]
- 浅田家!（2020年10月2日、東宝） - 川上若奈 役[68]
- 星の子（2020年10月9日、東京テアトル / ヨアケ） - 昇子さん 役[69]
- 先生、私の隣に座っていただけませんか？（2021年9月10日、ハピネットファントム・スタジオ） - 主演・早川佐和子 役[注 7][70]
- ノイズ（2022年1月28日、ワーナー・ブラザーズ映画） - 泉加奈 役[71]
- 余命10年（2022年3月4日、ワーナー・ブラザース映画） - 高林桔梗 役[72]
- 映画 イチケイのカラス（2023年1月13日、東宝） - 坂間千鶴 役[73]
- ヴィレッジ（2023年4月21日、KADOKAWA / スターサンズ） - 中井美咲 役[74]
- せかいのおきく（2023年4月28日、東京テアトル / U-NEXT / リトルモア） - 主演・おきく 役[75]
- ほつれる（2023年9月8日、ビターズ・エンド） -  英梨 役[76]
- キリエのうた（2023年10月13日、東映） - 寺石風美 役[77][78]
- ゴールド・ボーイ（2024年3月8日、東京テアトル / チームジョイ） - 安室香 役[79]
- 青春18×2 君へと続く道（2024年5月3日、ハピネットファントム・スタジオ） - 由紀子 役[80]
- 八犬伝（2024年10月25日、キノフィルムズ） - お路 役[81]
- アイミタガイ（2024年11月1日、ショウゲート） - 主演・秋村梓 役 [82]
- THE オリバーな犬、(Gosh!!)このヤロウ MOVIE（2025年9月26日公開予定、エイベックス・フィルムレーベルズ） - ゆかり 役[83][84]
- 時には懺悔を（2026年公開予定、ソニー・ピクチャーズ エンタテインメント） - 民恵 役[85][86]

### テレビドラマ
- 連続テレビ小説（NHK）
  - 純と愛 第1話 - 第76話・第148話 - 第149話（2012年10月1日 - 12月27日・2013年3月27日 - 28日） - 田辺千香 役[87]
  - 花子とアン 第4週 - 最終週（2014年4月24日 - 9月27日） - 安東かよ 役
    - スピンオフスペシャル 朝市の嫁さん（2014年10月18日、NHK BSプレミアム）
- 大河ドラマ（NHK）
  - 真田丸 第3回 - 第13回（2016年1月24日 - 4月3日） - 梅 役[88]
  - 西郷どん（2018年1月7日 - 12月16日） - 西郷糸 役
  - 光る君へ 第3回 - 最終回（2024年1月21日 - 12月15日） - 源倫子 役[89]
- まほろ駅前番外地 第8話（2013年3月1日、テレビ東京） - 宮本由香里 役
- リーガルハイ（2013年10月9日 - 12月18日、フジテレビ） - 本田ジェーン 役
- 世にも奇妙な物語'13 秋の特別編「ある日、爆弾がおちてきて」（2013年10月12日、フジテレビ） - 永峰はるか / パルカ 役[90]
- グーグーだって猫である（2014年10月18日 - 11月8日、WOWOW） - ミナミ 役
  - グーグーだって猫である2 -good good the fortune cat- 第1話（2016年6月11日）
- オリエント急行殺人事件（2015年1月11日・12日、フジテレビ） - 三木小百合 役[91][92]
- 天皇の料理番（2015年4月26日 - 7月12日 、TBS） - 高浜俊子 役[93]※語り兼任
- リップヴァンウィンクルの花嫁 serial edition（2016年4月 - 5月、BSスカパー!） - 主演・皆川七海 役
- 重版出来!（2016年4月12日 - 6月14日、TBS） - 主演・黒沢心 役[35]
- みをつくし料理帖（2017年5月13日 - 7月8日、NHK総合） - 主演・澪 役[94]
  - みをつくし料理帖スペシャル（2019年12月14日 - 12月21日）[95]
- 獣になれない私たち（2018年10月10日 - 12月12日、日本テレビ） - 長門朱里 役[96]
- デザイナー 渋井直人の休日 第8話 - 最終話（2019年3月8日 - 4月5日、テレビ東京） - 三浦カモメ 役[97]
- 疑惑（2019年2月3日、テレビ朝日） - 白河球磨子 役[98]
- 凪のお暇（2019年7月19日 - 9月20日、TBS） - 主演・大島凪 役[99]
- コールドケース3 〜真実の扉〜 第7話 『思い出の渚』A Perfect Day（2021年1月23日、WOWOW） - 遠藤満智子 役
- 相方（2021年2月8日、テレビ朝日） - 樺澤マネージャー 役
- 松尾スズキと30分の女優 「黒木華の乱」（2021年3月28日、WOWOWプライム）
- イチケイのカラス（2021年4月5日 - 6月14日、フジテレビ） - 坂間千鶴 役[100]
  - イチケイのカラス スペシャル（2023年1月14日）[101]
- ゴシップ#彼女が知りたい本当の〇〇（2022年1月6日 - 3月17日、フジテレビ） - 主演・瀬古凛々子 役[102][103]
- WOWOWオリジナルドラマ にんげんこわい 第1話「心眼」（2022年2月6日、WOWOW） - お竹 役[104]
- 僕の姉ちゃん（2022年7月28日 - 9月29日、テレビ東京 / 2021年9月、Amazonプライム・ビデオ） - 主演・白井ちはる 役[105]
- WOWOWオリジナルドラマ 椅子 第7話「人間達の声がする」第8話「椅子を取りに行く」（2022年7月8日・15日、WOWOW） - 主演・謎の美女 役（第7話）梢 役（第8話）[106][107]
- オリバーな犬、 (Gosh!!) このヤロウ シーズン2（2022年9月20日 - 10月4日、NHK総合）[108]
- ブラッシュアップライフ（2023年1月8日 - 3月12日、日本テレビ） - 森山玲奈 役[109][110]
- 下剋上球児（2023年10月15日 - 12月17日、TBS） - 山住香南子 役[111]
- 路上のルカ（2024年7月28日、日本映画専門チャンネル） - フミ 役[112]
- それぞれの孤独のグルメ 第8話・第9話（2024年11月23日・30日、テレビ東京） - 前島瑞希 役[113]
- 風のふく島 第11話（2025年3月22日、テレビ東京） - 小賀ひとみ 役 ※第11話主演[114]

### 劇場アニメ
- おおかみこどもの雨と雪（2012年7月21日、東宝） - 雪（少女期） 役[115]
- 花とアリス殺人事件（2015年2月20日公開、ティ・ジョイ） - 萩野里美 役[116][117]
- バケモノの子（2015年7月11日公開、東宝） - 一郎彦（少年期） 役[118]
- 未来のミライ（2018年7月20日公開、東宝） - ミライちゃん 役[119]

### 舞台
- ザ・キャラクター（2010年6月20日 - 8月8日、NODA MAP、東京芸術劇場）[120]
- 表に出ろいっ!（2010年9月5日 - 28日、NODA MAP、東京芸術劇場） - 娘 役[注 8][121]
- 南へ（2011年2月10日 - 3月31日、NODA MAP、東京芸術劇場） - あまねに似た少女 役[122]
- 荒野に立つ（2011年7月14日 - 8月12日、阿佐ヶ谷スパイダースPRESENTS、東京 / 地方） - 田端 役[123]
- あゝ、荒野（2011年10月29日 - 12月2日、蜷川幸雄演出、埼玉 / 東京） - 芳子 役[124]
- 飛龍伝（2013年1月23日 - 27日、ゴーチ・ブラザーズ、本多劇場） - 主演・神林美智子 役[注 9][125][126]
- アルベール・カミュ『誤解』『正義の人びと』（2013年7月20日・21日、シアタートラム）※戯曲リーディング
- SEMINAR セミナー（2013年12月13日 - 29日、栗山民也演出、東京 / 兵庫） - ケイト 役
- 赤鬼（2014年6月4日 - 15日、青山円劇カウンシルファイナル、青山円形劇場） - 主演・あの女 役[127][128]
- 書く女（2016年1月21日 - 31日、二兎社、世田谷パブリックシアター） - 主演・樋口一葉 役[2][129]
- るつぼ（2016年10月7日 - 30日、東京・Bunkamura シアターコクーン /11月3日 - 6日、大阪・森ノ宮ピロティホール） - アビゲイル・ウィリアムズ 役[130]
- お勢登場（2017年2月10日 - 26日、東京・シアタートラム / 3月1日、福岡・福岡市民会館 / 3月4日・5日、大阪・梅田芸術劇場 シアター・ドラマシティ） - 主演[131][132]
- スジナシ BLITZシアターVol.5（2017年2月27日、赤坂BLITZ）
- ワーニャ伯父さん（2017年8月27日 – 9月26日、新国立劇場 小劇場） - ソーニャ 役[133]
- 東京キャラバン in 秋田（2019年2月16・17日、秋田ふるさと村 ドーム劇場）
- ハムレット（2019年5月9日 - 6月11日、Bunkamura シアターコクーン / 森ノ宮ピロティホール） - オフィーリア 役[134]
- 桜の園（2020年4月4日- 29日、Bunkamuna シアターコクーン） - ワーリャ 役[135] ※コロナウイルスの影響で全公演中止
- ケンジトシ（2020年6月、東京・紀伊國屋ホール / 7月、大阪・サンケイホールブリーゼ） - トシ 役[136] ※コロナウイルスの影響で延期
- プレイタイム『恋愛恐怖病』ほか（2020年7月12日、Bunkamura シアターコクーン / ライブ配信） - 女 役[137]
- 岩井秀人（WARE）プロデュース 第3回「いきなり本読み！」（2020年8月2日、WARE、本多劇場）[138]
- DISCOVER WORLD THEATRE vol.11『ウェンディ&ピーターパン』（2021年8月13日 - 9月5日、Bunkamura オーチャードホール） - ウェンディ 役[139]
- 湯布院奇行 (2021年9月28日 - 30日、新国立劇場中劇場） - 謎の美女 役 ※朗読劇
- もはやしずか (2022年4月2日 - 17日、シアタートラム） - 麻衣 役
- 閃光ばなし（2022年9月26日 - 10月2日、ロームシアター京都 / 10月8日 - 30日、東京建物 Brillia HALL） - 佐竹政子 役[140][141][142]
- ケンジトシ（2023年2月7日 - 2月28日 シアタートラム、3月3日 - 3月10日 サンケイホールブリーゼ） - トシ 役[143]
- ふくすけ 2024 -歌舞伎町黙示録-（2024年7月9日 - 8月4日、THEATER MILANO-Za / 8月9日 - 15日、ロームシアター京都 メインホール / 8月23日 - 26日、キャナルシティ劇場）[144]
- ここが海（2025年9月20日 - 10月12日〈予定〉、シアタートラム） - 友理 役[145]

### テレビ番組
- 探偵!ナイトスクープ（2003年1月17日、朝日放送テレビ） - 依頼者としての出演
- 岩井俊二映画祭presents マイリトル映画祭（2012年3月4日 - 、BS日本映画専門チャンネル）
- 旅するフランス語（2018年10月3日 - 2019年9月30日、NHK Eテレ） - 出演及びナレーションを担当[146]
- ザ・ノンフィクション（フジテレビ） - ナレーション
  - 「おなかも心もいっぱいに」～はっちゃんの幸せ食堂～（2020年8月2日）[147]
  - 「ほめる人とほめられる人」～褒めますおじさん 令和の路上物語～ （2024年9月8日）
- FIND!GOOD!FOOD!（2024年7月3日（毎週水曜日） - 、テレビ東京） - ナレーション[148]
- 「小平奈緒のアルプス大冒険　〜錦秋のパノラマ　表銀座〜」（2024年11月16日、NHK-BS）- ナレーション[149]

### ラジオドラマ
- 青春ラジオ小説 オートリバース（2020年12月、民放ラジオ99局・radiko） - タイトル[150]

### CM
- 日本映画衛星放送 BS日本映画専門チャンネル（2012年）
- SUNTORY
  - ウイスキー角瓶（2012年）
  - サントリーオールフリー（2014年2月 - ）
  - オールフリー コラーゲン（2015年）[151]
  - ほろよい（2019年10月 - ）[152]
  - サントリービール 「金麦」（2022年2月 - ） - 柳楽優弥とともにブランドメッセンジャー[153]
- SMBC日興証券 NISA（2012年）
- ダノンジャパン ダノンオイコス「脂肪0 ストロベリー」篇（2015年）[154]
- トヨタ自動車「TNGA STORY」（2015年） - 長野 役[155]
- 資生堂「TSUBAKI」（2016年）[156]
- NTTドコモ「Mr.Children&docomo 25周年」 - 母 役（2017年7月 - ）
- ロッテ シャルロッテ「NEW OPEN篇」（2017年10月 - ）
- 味の素「パルスイート」（2017年10月 - ）[157]
- 日本損害保険協会「地震保険」（2023年8月 - ）[158]
- 江崎グリコ「牧場しぼり」（2024年5月 - ）[159]

### その他
- 第29回東京国際映画祭 フェスティバル・ミューズ（2016年）

## 書籍

### 写真集
- 黒木華写真集 映画『リップヴァンウィンクルの花嫁』より（2016年6月、リトルモア、ISBN 978-4-8981-5442-7）[160]

## 受賞歴

### 映画（受賞歴）
2013年度
- 第5回TAMA映画賞 最優秀新進女優賞（『シャニダールの花』『舟を編む』『草原の椅子』）
- 第26回日刊スポーツ映画大賞・石原裕次郎賞 新人賞（『舟を編む』『草原の椅子』ほか）
- 第87回キネマ旬報ベスト・テン 新人女優賞（『舟を編む』『シャニダールの花』『草原の椅子』『まほろ駅前番外地』『くじけないで』）
- 第35回ヨコハマ映画祭 最優秀新人賞（『舟を編む』『シャニダールの花』『草原の椅子』『くじけないで』）
- 第37回日本アカデミー賞 新人俳優賞（『舟を編む』『草原の椅子』）
- 第56回ブルーリボン賞 新人賞（『草原の椅子』『舟を編む』『シャニダールの花』）
- 第23回東京スポーツ映画大賞 新人賞（『舟を編む』『草原の椅子』）
- 第23回日本映画批評家大賞 新人賞（『草原の椅子』）

2014年度
- 第64回ベルリン国際映画祭 銀熊賞 (女優賞)（『小さいおうち』）
- 第38回日本アカデミー賞 最優秀助演女優賞（『小さいおうち』）

2015年度
- 第89回キネマ旬報ベスト・テン 助演女優賞（『母と暮せば』『幕が上がる』『ソロモンの偽証 前篇・事件/後篇・裁判』）
- 第39回日本アカデミー賞 最優秀助演女優賞（『母と暮せば』）

2016年度
- エル シネマ大賞 2016 ベストアクトレス賞 
- 第26回 日本映画プロフェッショナル大賞 主演女優賞（『リップヴァンウィンクルの花嫁』）
- 第40回日本アカデミー賞 優秀主演女優賞（『リップヴァンウィンクルの花嫁』）

2017年度
- 第32回高崎映画祭 最優秀助演女優賞（『海辺のリア』）

2018年度
- 第42回日本アカデミー賞 優秀主演女優賞（『日日是好日』）

2020年度
- 第44回日本アカデミー賞 最優秀助演女優賞（『浅田家!』）

2023年度
- 第15回TAMA映画賞 最優秀女優賞（『せかいのおきく』『ヴィレッジ』『映画 イチケイのカラス』『ほつれる』）
- 第45回ヨコハマ映画祭 主演女優賞（『せかいのおきく』）

### テレビ（受賞歴）
2015年度
- 第85回ザテレビジョンドラマアカデミー賞 助演女優賞（『天皇の料理番』）
- 東京ドラマアウォード2015 主演女優賞（『天皇の料理番』）

2016年度
- 56th ACC CM FESTIVAL 演技賞（サントリーオールフリー）
- 第89回ザテレビジョンドラマアカデミー賞 主演女優賞（『重版出来!』）

2018年度
- 第14回コンフィデンスアワード・ドラマ賞 助演女優賞（『獣になれない私たち』）

2019年度
- 東京ドラマアウォード2019 助演女優賞（『獣になれない私たち』）
- 第102回ザテレビジョンドラマアカデミー賞 主演女優賞（『凪のお暇』）

2020年度
- 第2回アジアコンテンツアワード 主演女優賞（『凪のお暇』）
- 東京ドラマアウォード2020 主演女優賞（『凪のお暇』）

### その他（受賞歴）
2014年度
- 平成26年度京都府あけぼの賞

2015年度
- 第39回エランドール賞 新人賞（『小さいおうち』『銀の匙 Silver Spoon』『花子とアン』『リーガルハイ』『グーグーだって猫である』）